# Svatý Salvátor

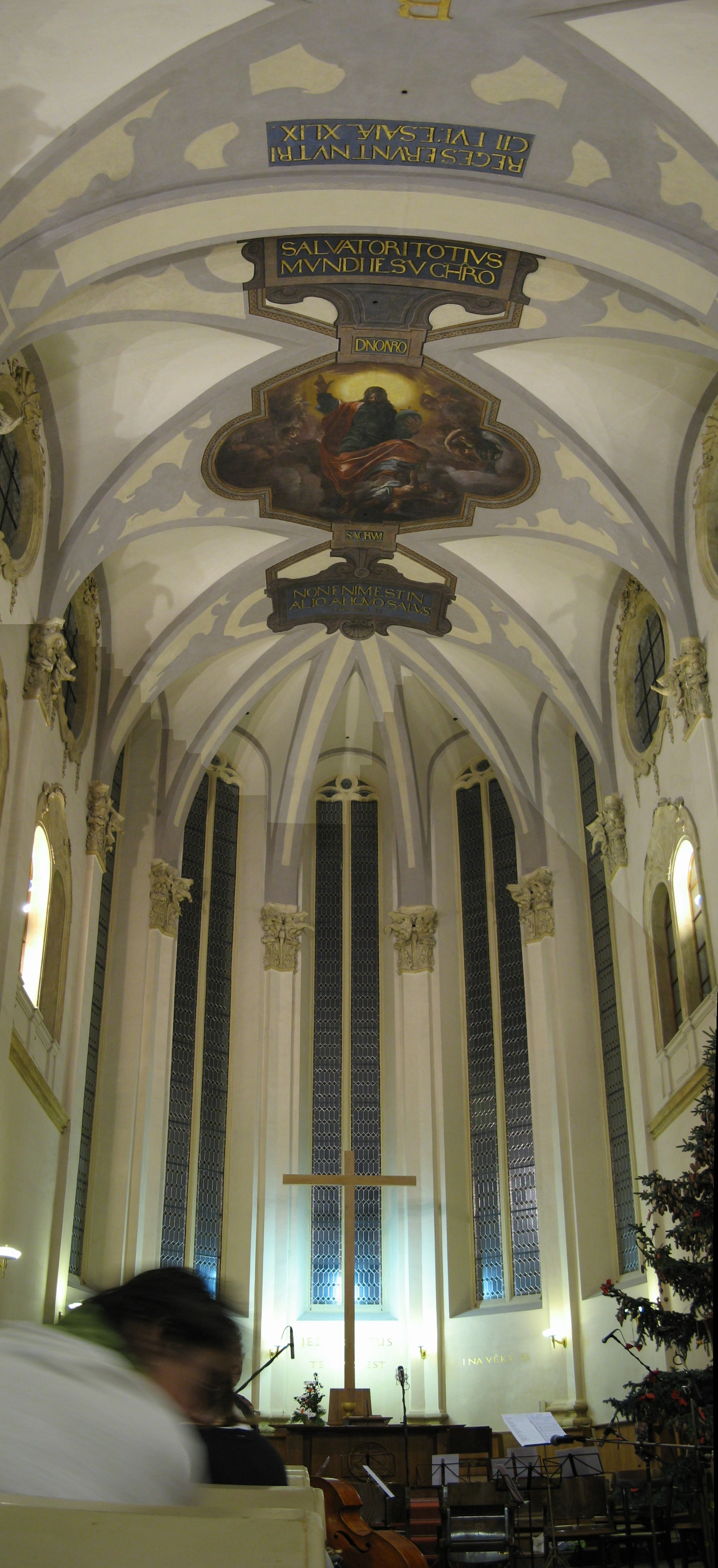
Interiér kostela sv. Salvátora v Salvátorské ulici nedaleko Staroměstského náměstí v Praze

Slovo Salvátor je latinskou podobou českého slova spasitel. Kostely a kaple zasvěcené svatému Salvátorovi jsou tedy ve skutečnosti zasvěceny nejpravděpodobněji Kristu, který je podle křesťanské víry spasitelem světa (Salvator mundi) (vedle toho existují ovšem i tři svatí a šest blahoslavených Salvatorů). Výhradně svatému Salvátoru zasvěcoval své kostely v počátku svého působení jezuitský řád.[zdroj?] To je i případ kostela Nejsvětějšího Salvátora v pražském Klementinu. Činily tak ale i jiné reformní řády, například pauláni, kterým patřil kostel svatého Salvátora poblíž Staroměstského náměstí v Praze, jenž dnes patří Českobratrské církvi evangelické, a který původně (po roce 1609) vybudovali pražští čeští luteráni.